# 库尔特蒙-瓦雷讷
库尔特蒙-瓦雷讷（法語：Courtemont-Varennes，法語發音：[kuʁtəmɔ̃ vaʁɛn]）是法国上法蘭西大區埃纳省的一个市镇，属于蒂耶里堡区。

## 地理
库尔特蒙-瓦雷讷（49°4'26"N, 3°32'30"E）面积5.98 平方千米，位于法国上法蘭西大區埃纳省，该省份为法国北部内陆省份，北起北部省，西接索姆省和瓦兹省，东临阿登省和马恩省，西南至塞纳-马恩省，东北部与比利时接壤。
与库尔特蒙-瓦雷讷接壤的市镇（或旧市镇、城区）包括：马恩河畔巴尔济、沙尔泰沃、若尔戈讷、梅济穆兰、马恩河畔帕西、勒伊-索维尼。

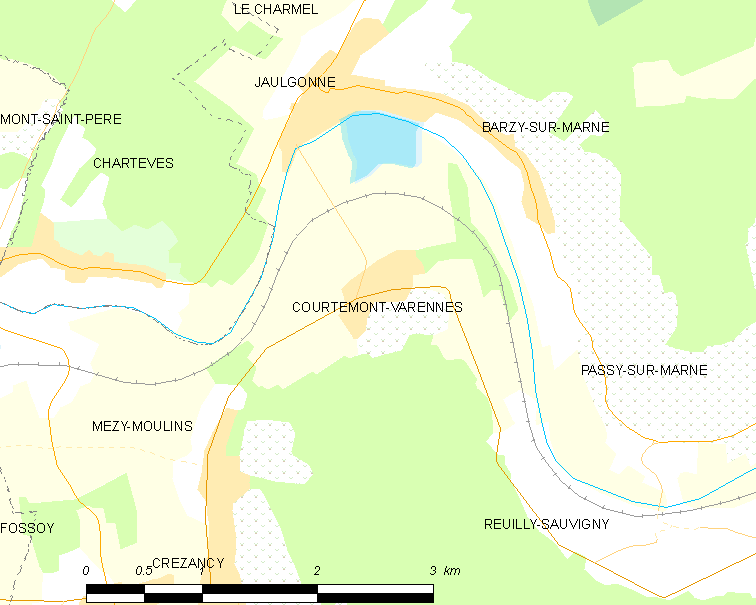
库尔特蒙-瓦雷讷的OSM定位图

库尔特蒙-瓦雷讷的时区为UTC+01:00、UTC+02:00（夏令时）。

## 行政
库尔特蒙-瓦雷讷的邮政编码为02850，INSEE市镇编码为02228。

## 政治
库尔特蒙-瓦雷讷所属的省级选区为马恩河畔埃索姆县。

## 人口

1962-2008年间库尔特蒙-瓦雷讷人口变化图示

库尔特蒙-瓦雷讷于2022年1月1日时的人口数量为353人。